# مأدبة الغداء (لوحة)
ثلاث رجال على الطاولة لوحة مرسومة بواسطة الرسام فيلاثكيث في فترته الأولى في إشبيلية منذ عام 1617-1618، حُفِظت في متحف الإرميتاج في سانت بطرسبرغ، تنتمي إلى قيصرة روسيا كاتبين الثانية وجدتها في الإرميتاج في نهاية القرن 18، تُعتبر لوحة فلمنكية منذ عام 1895 نسبت إلى فيلاثكيث.

## وصف اللوحة
تشمل اللوحة الزيتية مشهد يومي خاص بفترة فيلاثكيث في إشبيلية. يظهر فيها ثلاثة رجال يمثلون أعمار مختلفة، جالسين حول منضدة مغطاة بمفرش أبيض عليها طبق به بلح البحر، وكوب من النبيذ، وقطع مختلفة من الحلو. وتظهر خلف الأشخاص ظلمة الحائط غير كاملة بسبب الظل والطوق. كما أن النماذج المستخدمة في الشخصيات على الشمال واليمين تبدو نفسها تلك الشخصيات التي استخدمه فيلاثكيث في أعماله سان بابلو، وسانتو توماس.
هناك نسخة أخرى من هذه اللوحة بعنوان مأدبة غداء الفلاحين محفوظة في متحف باللي أرتس في بودابست.